# ابراهیم بن حسین حامدی
ابراهیم بن حسین حامدی هَمْدانی (؟ -۱۱۶۲م) داعی اسماعیلی یمنی و نويسنده بود. ابتدا داعیِ پنهانی مستعلی فاطمی گزیده شد، سپس در سال ۵۳۶ق، خود را «داعی مطلق» یمن نامید و مقر خود را صنعا برگزید. او داعیانی به سرزمین‌های یمن، هند و سند فرستاد. «کنز الولد» (گنج فرزند)، «الابتداء و الانتهاء» (دیباچه و پایانه)، «تسع و تسعین مسألة فی الحقائق» (نود و نه پرسش در حقیقت‌ها) و «الرسائل الشریفة فی المعانی اللطیفة» (نامه‌های شرف در معانی لطیف) از آثار اوست.
او دومین داعی مطلق طَیِّبی مُستَعلوی در یمن بود. ابراهیم حامدی که از عشیرهٔ حامدی از قبایل بنی همدانِ یمن بود، در سال ۵۳۳ هجری قمری/۱۱۳۸ میلادی به منصب «مأذون» یا معاونِ داعی مطلق نخستِ دعوت طیّبیه، یعنی ذُؤَیب، منصوب شد. پس از درگذشت ذؤیب در سال ۵۴۶ هـ/۱۱۵۱ م، ابراهیم حامدی جانشین او در رهبری دعوت و جماعت طیبی شد و به‌عنوان دومین داعی مطلق این منصب را تا زمان وفاتش بر عهده داشت. ابراهیم حامدی رسائل اخوان الصفا را وارد ادبیات دینی طیبیان یمن کرد. او با تکیهٔ گسترده بر نظام متافیزیکیِ حمیدالدین کرمانی و آموزه‌های کیهان‌شناختیِ او، شیوه‌ای نو در نگارش عقاید مذهبی پدیدآورد. از دید فرهاد دفتری «در واقع، او نظامی متمایز از تفکر باطنی (یا حقایق) طیبی بنیان نهاد که در کتابش «کنز الولد» شرح و تبیین شده است؛ جایی که آموزه‌های کیهان‌شناختی کرمانی را با عناصر عرفان اسطوره‌ای درهم آمیخت.»